# Антоан де Сент Егзипери
Антоан де Сент Егзипери (фр. Antoine de Saint-Exupéry; Лион, 29. јун 1900 — Марсељ, 31. јул 1944) био је француски писац и пилот. Велики значај за светску књижевност има његово дело Мали Принц. Погинуо је у авионској несрећи током Другог светског рата.

## Биографија
Сент-Егзипери је рођен у Лиону, у аристократској католичкој породици. Био је треће од петоро деце. Његов отац, извршни директор осигуравајуће куће, умро је од можданог удара, пре четвртог рођендана сина. Смрт његовог оца захватила је целу породицу, претварајући њихов статус у статус „осиромашених аристократа“.
Сент-Егзипери је имао три сестре и млађег плавокосог брата, Франсоу, који је у доби од 15 година умро од реуматске грознице. Тако да је са 17 година остао једини мушкарац у породици. Након што је два пута пропустио завршне испите на припремној Морнаричкој академији, Сент-Егзипери је почео студирати архитектуру, коју није завршио, а онда је прихватао необичне послове. Године 1921. је почео војну службу као војник основног ранга. Похађао је приватне часове летења, а следеће године понуђен му је трансфер из Француске војске у Француско ратно ваздухопловство. Након једне авионске несреће прави паузу од летења. 1926. поново се почео бавити летењем, али је овај пут возио поштански авион.
30. децембра 1935. у 02:45, након 19 сати и 44 минута у ваздуху, Егзипери се заједно са својим механичаром-навигатором Андреом Превотом срушио у либијској пустињи. Сматра се да је место несреће близу долине Вади Натрун, близу делте Нила.
Обојица су чудесно преживели судар, али су се суочили са дехидрацијом у јакој пустињској врућини. Њихове мапе су биле примитивне и двосмислене, остављајући их без икакве идеје о њиховом положају. Изгубљени међу пешчаним динама, једине залихе састојале су се од грожђа, две наранџе, мандарина, кило кафе у термосу и пола литре белог вина у другом. Након неког времена дехидрације почеле су халуцинације. Другог и трећег дана били су толико дехидрирани да су престали да се зноје. Четвртог дана, бедуин на камили открио их је и применио природни третман рехидратације који им је спасио живот.
Прва прича Сент-Егзиперија, "Пилот", ("Авијатичар", на француском "L'Aviateur"), објављена је 1926. године у књижевном часопису "Сребрни брод". 1929. године објављена је његова прва књига, "Јужна пошта".
Објављивање књиге "Ноћни лет" из 1931. године направило је Сент-Егзиперија књижевном звездом у успону. Било је то прво његово велико дело које је стекло међународно признање. Наставио је писати све до пролећа 1943, када је напустио Сједињене Америчке Државе са америчким трупама које су се у Другом светском рату одвезле за северну Африку. Његова значајнија дела су "Правац југ", "Смисао живота", "Ратни пилот", "Цитадела" и "Земља људи". Међутим, његово најзначајније дело је "Мали Принц". Сент-Егзипери је ту књигу написао у октобру 1942. године. Први пут је објављена месецима касније, почетком 1943. и на енглеском и француском језику у Сједињеним Америчким Државама.
Последња извиђачка мисија Сент-Егзиперија била је да прикупи обавештајне податке о кретању немачких трупа у долини Роне. 31. јула 1944. године, летео је у ненаоружаном П-38, у својој деветој извиђачкој мисији, из ваздушне базе на Корзици. Међутим, он се са те мисије никада није вратио, већ је ишчезнуо без трага. Реч о његовом нестанку убрзо се проширила по књижевном свету, а затим у међународне наслове. Неидентификовано тело у француској униформи пронађено је неколико дана након његовог нестанка јужно од Марсеја, и неки сматрају да је то његово тело. 1998. у мору је пронађена његова сребрна наруквица, док је 2000. пронађен и његов авион.